# 타일라
타일라(Tyla, 2002년 1월 30일 ~ )는 남아프리카 공화국의 가수, 작곡가, 댄서이다. 2023년 싱글 《Water》가 SNS를 통해 인기를 끌면서 모국인 남아프리카 공화국, 영국, 미국을 포함한 여러 국가에서 10위권에 진입하며, 전 세계적으로 이름을 알리기 시작했다. 《Water》는 남아프리카공화국 솔로 가수가 55년 만에 미국 빌보드 핫 100에 진입한 첫 번째 곡으로, 그래미 어워드 최우수 아프리카 음악 퍼포먼스상을 수상했다.

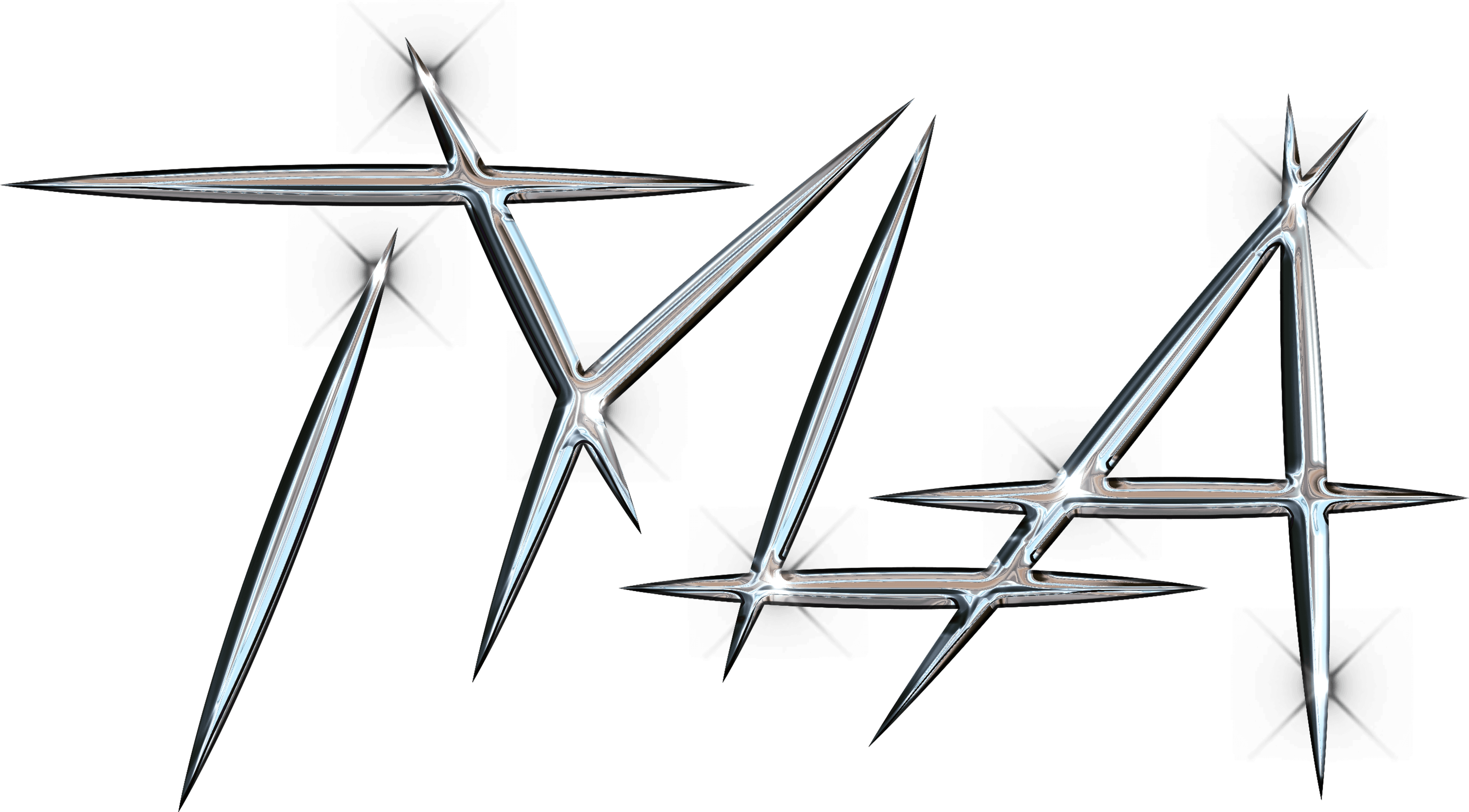
타일라의 활동 로고

## 음반 목록

### 정규 음반
- Tyla (2024)

### 싱글
리드 가수 활동
- "Getting Late" (featuring Kooldrink)
- "Overdue" (featuring DJ Lag and Kooldrink)
- "To Last"
- "Been Thinking"
- "Girl Next Door" (featuring Ayra Starr)
- "Water"

피처드 아티스트 활동
- "Thata Ahh" (ShaunMusiq, Ftears and DJ Maphorisa featuring Young Stunna, Madumane and Tyla)
- "Ke Shy" (Major Lazer and Major League DJz featuring Tyla, Luudadeejay and Yumbs)
- "Bana Ba" (Daliwonga featuring ShaunMusiq, Ftears, Tyla and TitoM)